# Рогов, Иван Дмитриевич
Иван Дмитриевич Рогов (род. 30 апреля 2001, Череповец, Вологодская область) — российский хоккеист, защитник.

## Биография
Воспитанник череповецкой «Северстали». В сезоне 2018/19 сыграл 6 матчей за команду НМХЛ «Металлург» (Майский) и начал играть за «Алмаз» в МХЛ. 18 сентября 2019 года в домашнем матче против московского «Динамо» (3:2 Б) дебютировал за «Северсталь» в КХЛ. 8 июня 2022 года был обменян в ЦСКА на Семёна Луговяка.
Серебряный призёр юниорского чемпионата мира 2019.